# Església de Sant Martí de Sant Celoni
L'església de Sant Martí de Sant Celoni, que se situa a Sant Celoni, ha esdevingut un dels elements més emblemàtics del patrimoni de la ciutat i és catalogada en l'Inventari del Patrimoni Arquitectònic de Catalunya.
És de planta rectangular dividida en sis trams amb llunetes, amb capelles laterals, contraforts i un absis octogonal, amb l'exterior de la fàbrica de paredat, amb ciment i palets; els cantons són de carreu de granit. La façana és barroca d'última època i decorada amb un important conjunt d'esgrafiats. La portada és treballada molt acuradament amb marbre. L'arc és rebaixat damunt impostes pilastres; en el cos superior o coronament hi ha una fornícula, sostinguda per dues pilastres amb la inscripció "Anno Domini 1753". Coronant la portalada hi ha una escultura de Sant Martí, treballada per l'artista celoní Lluís Montané.
La seva extraordinària façana presumeix de tenir els esgrafiats més grans de tot Europa, datats de l'any 1762, amb figures al·legòriques de virtuts (Fe, Esperança, Caritat, Justícia), arcàngels, els sants Celdoni i Ermenter, àngels músics que s'ordenen en la façana formant un retaule monumental d'estil barroc. El componen tres trams amb les figures representades acompanyades de molts elements decoratius típics del barroc.
Al nivell inferior, flanquejant la portada, hi ha dos arcàngels (s'identifica clarament sant Miquel amb el drac) i dues virtuts (La Caritat i la Justícia -retolada com "La bona obra"-) 
Al nivell intermedi, recolzant-se en la portada, hi ha les al·legories de la Fe (amb una creu) i l'Esperança (amb una àncora)
Al nivell superior hi ha les figures dels sants màrtirs Celdoni i Ermenter identificades amb inscripcions i acompanyades de grups d'àngels músics.
Dalt de tot un àngel dempeus sobre l'orbe mentre toca una trompeta (és una al·legoria de la fama). L'acompanyen dos angelets més petits amb una mitra i un bàcul, atributs característics de sant Martí, a qui és dedicada l'església. S'hi veu també la data de realització d'aquest extraordinari conjunt d'esgrafiatsː 1762.
La façana de llevant té una fornícula damunt una portada quadrada, amb data de 1682, però en l'actualitat aquest portal està tapiat. A l'interior, la planta és rectangular i té una sola nau, dividida en sis trams amb llunetes. Té un absis octogonal. A l'entrada del temple hi ha un ull de bou vidriera, amb la imatge de Sant Martí.
Es posà la primera pedra de l'edifici l'any 1634, el 8 de maig, però les obres es paralitzaren l'any 1638. Després, l'any 1655, un incendi destruí una part de l'antic temple de Pertegàs, de manera que la població es quedà sense una església hàbil, per això no es pogué continuar amb l'església que s'havia començat. La fàbrica no es va acabar fins als primers anys del segle xviii. El temple s'inaugurà el 1703, el portal principal i l'esgrafiat quedaren llestos el 1753 i 1762, respectivament. L'any 1683 fou acabada la sagristia, que és rectangular i té quatre trams de volta.